# Luis Gatty Ribeiro
Luis Gatty Ribeiro Roca (Cobija, Bolivia, 1 de noviembre de 1979) es un exfutbolista y político boliviano. Fue alcalde de cobija desde mayo de 2015 hasta mayo de 2021. Se desempeñaba como lateral derecho y su último equipo fue el Universitario de Pando.
En marzo de 2015, Luis Gatty Ribeiro, ganó las elecciones en ese Municipio de Cobija (Bolivia) al 100% de las actas computadas con el 49,10% de los votos. La aspirante por el oficialista Movimiento al Socialismo, Ana Lucía Reis, consiguió el 46,13%

## Clubes
| Club                   | País    | Año         |
| ---------------------- | ------- | ----------- |
| Bolívar                | Bolivia | 1998 - 2006 |
| Real Potosí            | Bolivia | 2007 - 2009 |
| The Strongest          | Bolivia | 2009 - 2010 |
| Guabirá                | Bolivia | 2011        |
| Universitario de Pando | Bolivia | 2014        |

## Selección nacional
- Ha jugado 36 partidos por la selección boliviana.
- Ha participado de las clasificatorias para 2002, 2006 y 2010.
- Participó de la Copa América 2001.